# 계층 제어 시스템
계층 제어 시스템(Hierarchical control system, HCS)은 일련의 장치와 제어 소프트웨어가 계층적인 트리로 배열된 제어 시스템의 한 형태이다. 계층적 제어 시스템, 계층형 제어 시스템, 계층조절체계 등으로도 번역된다. 트리 내의 링크가 컴퓨터 망에 의해 구현될 경우, 해당 계층 제어 시스템은 또한 네트워크 제어 시스템의 한 형태이다.

## 개요
복잡한 행동을 가진 인간이 만든 시스템은 종종 계층적으로 구성된다. 예를 들어, 지휘 계통은 상급자, 하급자, 조직 의사소통 라인의 조직도를 주요 특징으로 한다. 계층 제어 시스템은 의사결정 책임을 나누기 위해 유사하게 구성된다.
계층의 각 요소는 트리의 연결된 노드이다. 명령, 작업 및 달성할 목표는 상위 노드에서 하위 노드로 트리 아래로 흐르고, 감각 및 명령 결과는 하위 노드에서 상위 노드로 트리 위로 흐른다. 노드는 또한 형제 노드와 메시지를 교환할 수 있다. 계층 제어 시스템의 두 가지 주요 특징은 계층과 관련이 있다.
- 트리의 각 상위 계층은 바로 아래 계층보다 더 긴 계획 및 실행 시간 간격으로 작동한다.
- 하위 계층은 로컬 작업, 목표 및 감각을 가지며, 그들의 활동은 일반적으로 결정을 무효화하지 않는 상위 계층에 의해 계획되고 조정된다. 이 계층들은 가장 낮은 반응 계층이 하위 기호적인 하이브리드 인텔리전트 시스템을 형성한다. 시간 제약이 완화된 상위 계층은 추상적인 세계 모델로부터 추론하고 계획을 수행할 수 있다. 계층적 작업 네트워크는 계층 제어 시스템에서 계획에 잘 맞는다.

인공 시스템 외에도 동물의 제어 시스템은 계층적으로 구성되어 있다고 제안된다. 유기체의 행동이 인식을 제어하는 수단이라고 가정하는 지각 제어 이론에서 유기체의 제어 시스템은 인식이 그렇게 구성되기 때문에 계층적 패턴으로 구성되어 있다고 제안된다.

## 제어 시스템 구조

제조 제어 작업의 기능적 수준

첨부된 다이어그램은 산업 제어 시스템의 컴퓨터 제어를 사용하여 기능적 제조 수준을 보여주는 일반적인 계층적 모델이다.
다이어그램을 참조하면:
- 레벨 0에는 유량 및 온도 센서와 같은 현장 장치와 제어 밸브와 같은 최종 제어 요소가 포함된다.
- 레벨 1에는 산업화된 입출력(I/O) 모듈 및 관련 분산 전자 프로세서가 포함된다.
- 레벨 2에는 시스템의 프로세서 노드에서 정보를 수집하고 운영자 제어 화면을 제공하는 감독 컴퓨터가 포함된다.
- 레벨 3은 생산 제어 수준으로, 공정을 직접 제어하지는 않지만 생산 모니터링 및 목표 모니터링과 관련이 있다.
- 레벨 4는 생산 스케줄링 수준이다.

## 응용 분야

### 제조, 로봇공학 및 차량
로봇공학 패러다임 중 하나는 로봇이 상향식 방식으로 작동하며, 특히 모션 플래닝과 같은 계획에 중점을 둔 계층적 패러다임이다. 컴퓨터 지원 생산 공학은 1980년대부터 NIST의 연구 초점이었다. NIST의 자동 제조 연구 시설은 5계층 생산 제어 모델을 개발하는 데 사용되었다. 1990년대 초 DARPA는 군사 지휘 및 제어 시스템과 같은 응용 분야를 위한 분산 (즉, 네트워크화된) 지능형 제어 시스템을 개발하기 위한 연구를 후원했다. NIST는 이전 연구를 바탕으로 실시간 제어 시스템 (RCS) 및 실시간 제어 시스템 소프트웨어를 개발했으며, 이는 제조 셀, 로봇 기중기, 자동 차량을 작동하는 데 사용된 일반적인 계층 제어 시스템이다.
2007년 11월, DARPA는 어반 챌린지를 개최했다. 우승팀인 타탄 레이싱은 계층 제어 시스템을 사용했으며, 계층화된 임무 계획, 모션 플래닝, 행동 생성, 인식, 세계 모델링 및 기전공학을 포함했다.

### 인공지능
서브심션 아키텍처는 행동 기반 로봇공학과 밀접하게 관련된 인공지능 개발 방법론이다. 이 아키텍처는 복잡한 지능적 행동을 여러 "단순한" 행동 모듈로 분해하는 방식이며, 이 모듈들은 다시 계층으로 조직된다. 각 계층은 소프트웨어 에이전트(즉, 전체 시스템)의 특정 목표를 구현하며, 상위 계층은 점점 더 추상적이다. 각 계층의 목표는 하위 계층의 목표를 포괄한다. 예를 들어, 먹이 먹기 계층의 전진 결정은 가장 낮은 장애물 회피 계층의 결정을 고려한다. 행동은 상위 계층에 의해 계획될 필요가 없으며, 오히려 행동은 감각 입력에 의해 유발될 수 있으므로 적절할 수 있는 상황에서만 활성화된다.
강화 학습은 각 노드가 경험을 통해 행동을 개선하도록 학습할 수 있는 계층 제어 시스템에서 행동을 습득하는 데 사용되었다.

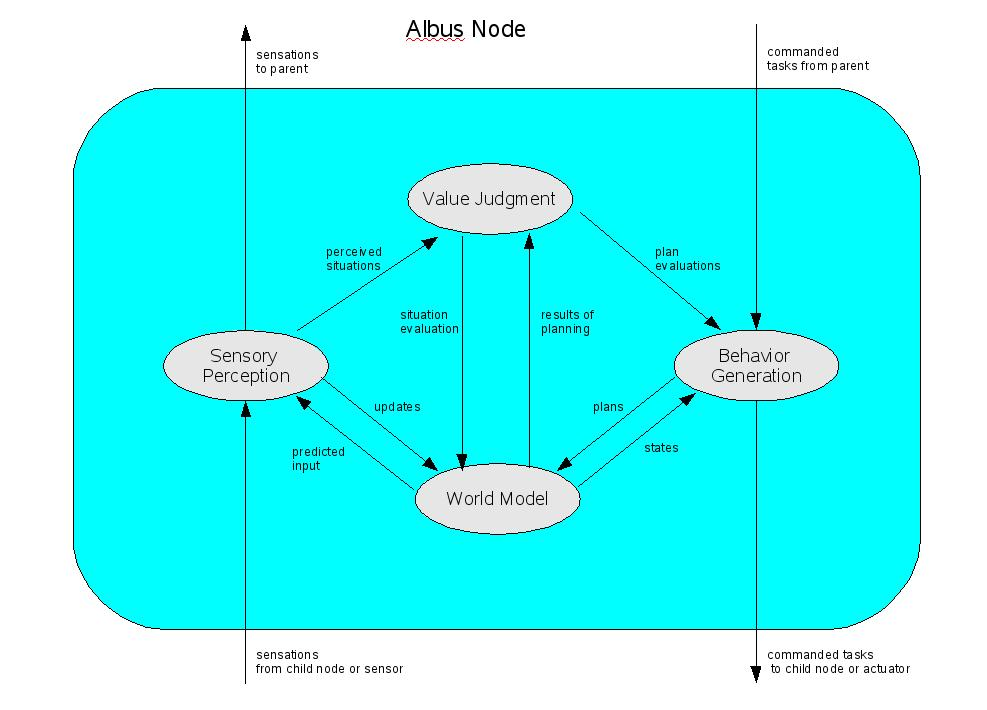
제임스 알버스의 참조 모델 아키텍처에서 노드의 구성 요소

제임스 알버스는 NIST에 있는 동안 RCS에서 영감을 받은 계층 제어 시스템인 참조 모델 아키텍처(RMA)라는 지능형 시스템 설계를 위한 이론을 개발했다. 알버스는 각 노드가 다음 구성 요소를 포함한다고 정의한다.
- 행동 생성은 상위 부모 노드로부터 수신된 작업을 실행하는 책임이 있다. 또한 하위 노드에 대한 작업을 계획하고 발행한다.
- 감각 지각은 하위 노드로부터 감각을 수신한 다음, 이를 그룹화, 필터링 및 기타 방식으로 처리하여 상위 수준의 추상화로 만들어 로컬 상태를 업데이트하고 상위 노드로 전송되는 감각을 형성하는 책임이 있다.
- 가치 판단은 업데이트된 상황을 평가하고 대안적인 계획을 평가하는 책임이 있다.
- 세계 모델은 제어되는 시스템, 제어되는 프로세스 또는 하위 노드의 추상화 수준에서의 환경에 대한 모델을 제공하는 로컬 상태이다.

RMA의 가장 낮은 수준에서는 세계 모델이 제어되는 프로세스 또는 실제 세계에 직접 매핑되어 수학적 추상화의 필요성을 피하고 시간 제약이 있는 반응적 계획이 유한 상태 기계로 구현될 수 있는 서브심션 아키텍처로 구현될 수 있다. 그러나 RMA의 상위 수준은 정교한 수학적 세계 모델과 자동 계획 및 스케줄링에 의해 구현된 행동을 가질 수 있다. 계획은 특정 행동이 현재 감각에 의해 유발될 수 없고, 대신 예측되거나 예상되는 감각, 특히 노드의 행동의 결과로 발생하는 감각에 의해 유발될 때 필요하다.

## 같이 보기
- 지휘 계통, 계층적 권력 구조
- 계층적 조직, 계층적 조직 구조

## 더 읽어보기
- Albus, J.S. (1996). 〈The Engineering of Mind〉. 《From Animals to Animats 4: Proceedings of the Fourth International Conference on Simulation of Adaptive Behavior》. MIT Press.

- Albus, J.S. (2000). 〈4-D/RCS reference model architecture for unmanned ground vehicles〉. 《Robotics and Automation, 2000. Proceedings. ICRA'00. IEEE International Conference on》. doi:10.1109/ROBOT.2000.845165.

- Findeisen, W.; Others (1980). 《Control and coordination in hierarchical systems》. Chichester [Eng.]; New York: J. Wiley.

- Hayes-roth, F.; Erman, L.; Terry, A. (1992). 《Distributed intelligent control and management(DICAM) applications and support for semi-automated development》. 《NASA. Ames Research Center, Working Notes from the 1992 AAAI Workshop on Automating Software Design. Theme: Domain Specific Software Design P 66-70 (SEE N 93-17499 05-61)》. 2008년 5월 11일에 확인함.

- Jones, A.T.; McLean, C.R. (1986). 《A Proposed Hierarchical Control Model for Automated Manufacturing Systems》. 《Journal of Manufacturing Systems》 5. 15–25쪽. CiteSeerX 10.1.1.79.6980. doi:10.1016/0278-6125(86)90064-6. 2012년 12월 12일에 원본 문서에서 보존된 문서. 2008년 5월 11일에 확인함.